# Historia de sancto Cuthberto
La Historia de sancto Cuthberto (« Histoire de saint Cuthbert ») est une chronique médiévale probablement compilée à Durham dans le Nord de l'Angleterre. Elle retrace l'histoire de l'évêché fondé par saint Cuthbert, d'abord basé à Lindisfarne, puis à Norham, Chester-le-Street et enfin à Durham.
Cette chronique suit approximativement une structure chronologique. Elle commence par relater la vie de Cuthbert (mort en 687) et s'achève avec une donation du roi Knut le Grand effectuée vers 1031. Il s'agit en partie d'un cartulaire, un recueil de chartes enregistrant des donations effectuées à la communauté de saint Cuthbert tout au long de son histoire, mais elle comprend également des éléments de nature narrative, en particulier des récits de miracles accomplis par Cuthbert.
Il subsiste trois copies de la Historia de sancto Cuthberto dont aucune n'est l'originale. Ce texte sert de source à d'autres chroniques produites au début du XIIe siècle à Durham comme la Historia regum et le Libellus de exordio de Siméon de Durham.

## Résumé
Après une introduction (chapitre 1), la Historia de sancto Cuthberto débute par un récit de l'enfance de Cuthbert de Lindisfarne sur les berges de la Leader (en) et son entrée à l'abbaye de Melrose sous la houlette de Boisil (en) (chapitre 2). Le chapitre 3 rapporte le don à Cuthbert de douze vills autour de la Bowmont (en) par le roi Oswiu et ses barons et de l'abbaye de Melrose et ses dépendances par Boisil. Cuthbert devient par la suite abbé de Melrose avant de se faire ermite dans les îles Farne et d'être enfin nommé évêque de Lindisfarne. Suit une description du diocèse de Lindisfarne (chapitre 4) avant une nouvelle série de dons à Cuthbert de terres à York et à Crayke (une abbaye fondée par Cuthbert) de la part du roi Ecgfrith et de l'archevêque Théodore (chapitre 5). Le chapitre 6 décrit un miracle accompli par l'évêque à Exanforda, puis le don de Cartmel et Suthgedling par Ecgfrith à Cuthbert, qui les remet à son tour à l'abbé Cyneferth. Dans le chapitre 7, Ecgfrith lui offre Carham, et dans le chapitre 8, Ceolwulf lui remet Warkworth.
Le chapitre 9 relate l'épiscopat d'Ecgred, qui succède à Cuthbert après sa mort, déplace le siège épiscopal à Norham, où il fait transporter les corps de Ceolwulf et de Cuthbert, et fait don de Norham même, ainsi que de Jedburgh et d'Old Jedburgh, à l'évêché. Il fonde une église dédiée à Cuthbert à Gainford et effectue des dons à Cliffe, Wycliffe et Billingham. La roue tourne dans le chapitre 10 : le roi Osberht confisque les domaines de Warkworth et Tillmouth et le roi Ælle ceux de Cliffe, Wycliffe et Billingham. Ce faisant, ils encourent la colère divine, qui se manifeste par le débarquement d'Ubba, « duc des Frisons », qui attaque la Northumbrie. Le récit s'interrompt le temps du chapitre 11 pour rapporter le don par le roi Ceolwulf et l'évêque Esdred des domaines de Wudacestre, Whittingham, Edlingham et Eglingham. Dans le chapitre 12, Osberht et Ælle sont tués par les Vikings et le roi des Danois Halfdan remonte la Tyne jusqu'à Wircesforda en pillant la région. Pour ses méfaits, il est frappé de folie par Cuthbert. Le chapitre 13 raconte comment l'abbé de Carlisle Eadred se rend auprès des Danois et les convainc d'élire à la royauté un esclave nommé Guthred. Il est proclamé roi et l'armée viking jure paix et fidélité sur la dépouille de Cuthbert, apportée là à cette fin par l'évêque Eardwulf.
Dans le chapitre 14, l'armée d'Ubba et de Halfdan se sépare en trois groupes qui s'installent autour d'York, en Mercie et chez les Saxons dans le Sud. Ils tuent tous les rois à l'exception d'Alfred, qui se réfugie dans les marais de Glastonbury. Le roi se montre généreux à l'égard d'un étranger en lui offrant à manger bien que ses réserves soient faibles : il reçoit en récompense trois bateaux chargés de poisson (chapitre 15). Cuthbert apparaît à Alfred dans la nuit et lui révèle qu'il était l'étranger. Il s'engage à devenir le protecteur du roi et de ses enfants, qui sont destinés à régner sur toute la Grande-Bretagne (chapitre 16). La relation entre Cuthbert et Alfred est comparée à celle qui unit saint Pierre au roi Edwin et le prophète Samuel au roi David (chapitre 17). Le texte loue la droiture d'Alfred (chapitre 18) et note le don d'un encensoir et deux bracelets en or effectué par le roi par l'entremise de son fils Édouard (chapitre 19).
Le chapitre 19 rapporte également l'acquisition par l'abbé Eadred de plusieurs domaines (Monk Hesleden (en), Horden Hall, Yoden, Castle Eden, Hulam, Hutton Henry et Twilingatun) auprès du roi Guthred pour en faire don à saint Cuthbert. Dans le chapitre 20, Eadred et l'évêque Earulf quittent Lindisfarne avec la dépouille du saint. Cuthbert suscite une tempête pour les empêcher de faire voile vers l'Irlande et ils se rendent donc à Crayke, puis à Chester-le-Street, où ils s'établissent après sept années de pérégrinations. Le chapitre 21 voit Cuthheard devenir évêque tandis qu'Édouard l'Ancien monte sur le trône. Le nouvel évêque fait l'acquisition de Sedgefield et Bedlington.
Dans le chapitre 22, l'évêque Cuthheard accorde des terres entre la Tees et la Wear (Easington, Castle Eden, Monk Hesledon et Billingham) à un certain Ælfred fils de Brihtwulf. Celui-ci les conserve jusqu'à l'invasion de Ragnall ua Ímair, qui chasse Ealdred fils d'Eadulf et le contraint à se réfugier auprès du roi écossais Constantín mac Áeda. Ragnall les bat lors d'une bataille qui voit la mort de tous les Anglais présents à l'exception d'Ealdred et de son frère Uchtred. Victorieux, il offre les terres entre la Tees et la Wear à deux de ses fidèles, Onlafbald et Scula. Pour s'être moqué de Cuthbert, Onlafbald est frappé de folie et meurt (chapitre 23). Le récit passe ensuite (chapitre 24) à un certain Wulfweard fils de Hwetreddinc, qui fait don de Benwell à saint Cuthbert, puis à un certain Eadred fils de Ricsige, qui traverse les montagnes pour tuer le prince Eardwulf. Cuthheard offre par la suite à cet Eadred les terres comprises entre Dere Stereet, la Derwent et la Wear, ainsi que Gainford. Il les conserve jusqu'à l'invasion de Ragnall, qui redistribue ces domaines à ses fils Esbrid et Ælstan.
Le chapitre 25 relate la mort d'Édouard l'Ancien et l'avènement d'Æthelstan. Dans le chapitre 26, ce dernier part guerroyer en Écosse et s'arrête en route à l'église de saint Cuthbert, où il émet une charte qui octroie au saint divers objets mobiliers et la majeure partie des terres du littoral entre la Wear et la paroisse d'Easington. Le roi offre également de l'argent à saint Cuthbert, ce qui lui assure la victoire en Écosse et un règne long et sage (chapitre 27). Il meurt au chapitre 28 et Edmond lui succède. Comme son père, celui-ci fait halte chez la communauté de saint Cuthbert lors d'une expédition en Écosse.
Les quatre chapitres suivants reprennent ou résument le contenu de plusieurs chartes : un don de Styr fils d'Ulf de terres autour de Darlington (chapitre 29), un don de Snaculf fils de Cytel de terres à Bradbury (en), Mordon (en), Sockburn et Girsby (chapitre 30), des dons de l'évêque Ealdhun aux comtes Ethred, Northman et Uhtred (chapitre 31) et un don du roi Knut de terres à Staindrop (chapitre 32). Le chapitre 33 relate un miracle : à la suite des prières adressées à saint Cuthbert par le roi Guthred, la terre s'ouvre pour engloutir une armée écossaise ayant mis à sac le monastère de Lindisfarne. La Historia de sancto Cuthberto s'achève avec un colophon rapportant une proclamation de Guthred, qui annonce que les terres offertes à la communauté de saint Cuthbert seront protégées et que quiconque tentera de s'en emparer sera damné.

## Manuscrits
Il subsiste trois copies de la Historia de sancto Cuthberto, préservées dans trois manuscrits différents :
- MS Bodley 596, conservé à la bibliothèque Bodléienne de l'université d'Oxford ;
- MS Ff. 1.27, conservé à la bibliothèque de l'université de Cambridge ;
- MS Hale 114, conservé à Lincoln's Inn, à Londres.

La plus ancienne est celle du manuscrit d'Oxford. Ce livre est une compilation de différents matériaux reliés ensemble au début du XVIIe siècle, dont les folios 174 à 214 datent de la fin du XIe siècle ou du début du XIIe siècle. Ils comprennent les deux versions de la Vie de saint Cuthbert rédigée par Bède le Vénérable, celle en prose (175r-200v) et celle en vers (201r-202v), suivies de la Historia (203r-206v) et d'une hagiographie de l'évêque Julien du Mans (206v-214v),. Le manuscrit souffre d'une lacune de plusieurs pages entre les folios 202 et 203, si bien qu'il manque la fin de la Vie de saint Cuthbert en vers et les sept premiers chapitres de la Historia. Tous ces textes faisaient partie dès l'origine du même volume, à l'exception peut-être de l'hagiographie de Julien,. Ils sont rédigés en gothique primitif dont les influences continentales sont typiques de l'écriture anglo-normande de l'époque. Le paléographe Michael Gullick estime que le scribe n'est autre que Siméon de Durham (fl. 1093-1129), une théorie acceptée par Ted Johnson South dans son édition de 2003 de la Historia,.
La copie de Cambridge est la deuxième plus ancienne. Comme la version d'Oxford, elle n'est pas complète : les chapitres 29 à 34 sont manquants. Le style calligraphique de son unique scribe la situe vers le milieu du XIIe siècle, ou au plus tard au début du XIIIe siècle,. Le manuscrit sous sa forme actuelle ne remonte qu'au XVe siècle, mais les pages 1 à 236 sont plus anciennes et la paléographie suggère qu'elles partagent la même provenance, à l'exception d'une continuation du XIVe siècle du De excidio et conquestu Britanniae de Gildas. Les preuves paléographiques indiquent que ces pages ont la même origine que le manuscrit CCCC 66, dont le contenu se rapporte également en grande partie à la Northumbrie. Un autre manuscrit, CCCC 139, partage en partie la même provenance : la Historia de Ff. 1.27 a été rédigée par la même main qu'une partie de la Historia regum de CCCC 139. Les scribes à l'origine de ces manuscrits sont peut-être des moines de l'abbaye de Sawley, mais il est également possible qu'ils aient travaillé à Durham.
La dernière copie est la plus complète des trois : elle comprend tous les chapitres présents dans les deux autres, ainsi qu'un chapitre 34 final en guise de colophon. Elle figure aux folios 153r à 159r du manuscrit Hale 114. Surnommé « Livre rouge de Durham », il se trouvait à la cathédrale de Durham jusqu'à sa perte durant l'épiscopat de Thomas Morton (1632-1647). Cette version de la Historia, la plus tardive des trois, provient vraisemblablement de Durham. Elle est rédigée dans une écriture secrétaire anglaise datant probablement du XVe siècle. Dans le manuscrit, elle suit une deuxième Vie de saint Cuthbert en vers et précède une chronique de l'évêché de Lindisfarne entre 625 et 847.
Le manuscrit Claudius D. iv de la bibliothèque Cotton, conservé à la British Library, présente une copie du Libellus de exordio et Statu Cathedralis Dunelmensis avec un appendice constitué de citations de textes plus anciens, sans doute rédigée par le prieur de Durham John Wessington (en) (1416-1446). Des passages identiques au texte de la Historia figurent dans le corps du texte comme dans l'appendice, avec des notes marginales précisant qu'ils proviennent du « livre du prieur », peut-être une quatrième version perdue depuis. D'après ces notes, la source est un livre sur saint Cuthbert écrit dans une main très ancienne.
Des trois manuscrits qui subsistent, aucun ne semble être l'original. En outre, même s'ils sont très similaires, aucun n'a servi de source à l'un des autres. Ils présentent tous des erreurs distinctes qui proviennent vraisemblablement de l'utilisation comme source d'un manuscrit en caroline anglaise utilisant des lettres vieil-anglaises comme ash (æ), wynn (ƿ), thorn (þ) et eth (ð) dans les noms propres. Pour South, le « livre du prieur » pourrait avoir contenu le texte original ayant servi de source aux trois copies connues.

## Éditions
La Historia de sancto Cuthberto a connu quatre éditions modernes :
- Roger Twysden, Historiae Anglicanae Scriptores X, 1652 ;
- John Hodgson Hinde, Symeonis Dunelmensis Opera et Collectanea I, 1868 ;
- Thomas Arnold (en), Symeonis Monachi Opera Omnia I, 1882-1885 ;
- Ted Johnson South, Historia de Sancto Cuthberto, 2002.